# Wielopole (gmina)
Wielopole – dawna gmina wiejska istniejąca w latach 1945–1954 w woj. śląskim, katowickim i stalinogrodzkim (dzisiejsze woj. śląskie). Siedzibą władz gminy było Wielopole (obecnie dzielnica Rybnika).
Gmina zbiorowa Wielopole powstała w grudniu 1945 w powiecie rybnickim w woj. śląskim (śląsko-dąbrowskim). Według stanu z 1 stycznia 1946 gmina składała się z 4 gromad: Wielopole, Golejów, Ochojec i Orzepowice.
10 marca 1947 z gminy Wielopole wyłączono część gromady Wielopole – teren położony po lewej stronie rzeki Ruda aż do szosy Rybnik—Gliwice łącznie, włączając go do miasta Rybnika.
6 lipca 1950 zmieniono nazwę woj. śląskiego na katowickie, a 9 marca 1953 kolejno na woj. stalinogrodzkie.
1 stycznia 1951 część obszaru gminy Wielopole włączono do Rybnika. Według stanu z 1 lipca 1952 gmina składała się z 4 gromad: Golejów, Ochojec, Orzepowice i Wielopole. Gmina została zniesiona 29 września 1954 wraz z reformą wprowadzającą gromady w miejsce gmin. Jednostki nie przywrócono 1 stycznia 1973 wraz z kolejną reformą reaktywującą gminy. Ochojec z Golejowem utworzyły odrębną gminę Ochojec, natomiast Wielopole i Orzepowice włączono do Rybnika.